# Приорка
Приорка (укр. Пріо́рка) — историческое название местности в Подольском  и Оболонском районах Киева. Граничит с Куренёвкой и местностью Кинь-Грусть. 

## История

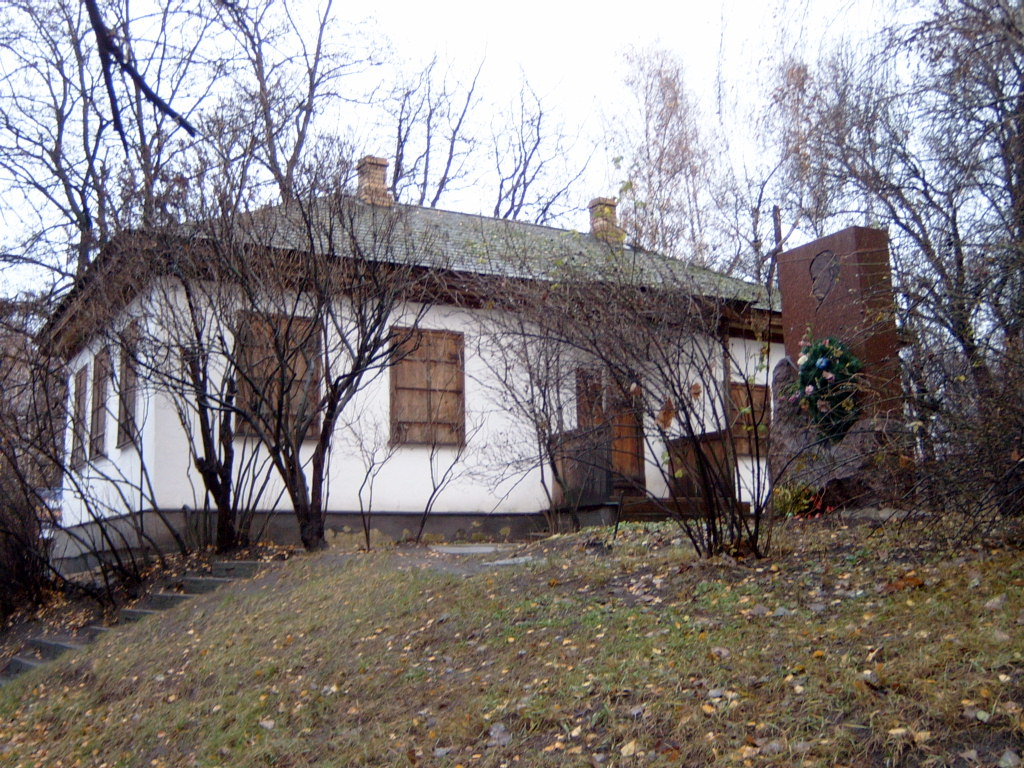
Приорка: дом, в котором жил поэт Т. Г. Шевченко (Хата на Приорке)

В середине XVII века тут находилась загородная резиденция приора Петра Розвадовского — настоятеля католического доминиканского монастыря в Киеве, а вокруг неё — около двухсот сельских хат. Название Приорке дал церковный чин Розвадовского. В литературных источниках периода веков встречается и другое название местности Приварка.
После Восстания Хмельницкого 1648—1654 годов эти земли были отобраны у католиков и переданы в 1659 году Братскому монастырю на Подоле, а в 1701 году — Киевскому магистрату. Уже в конце XVIII века Приорка становится дачной местностью Киева, однако в городскую черту она вошла только в 1880 году. Известно, что на Приорке в здании, находящемся ныне по ул. Вышгородской, 5, в 1859 году жил Т. Г. Шевченко, а в 1906 году здесь была построена Покровская церковь с росписями художника Ивана Ижакевича (теперь — Мостицкий переулок, 2).
В годы Отечественной войны во время второго штурма Киева, который начали 16 сентября 1941 года войска 29-го армейского корпуса вермахта, передовые отряды 296-й пехотной дивизии немцев вошли в Киев через Приорку с севера. Этот момент описывает Анатолий Кузнецов в своем автобиографическом романе «Бабий Яр».

## Изображения

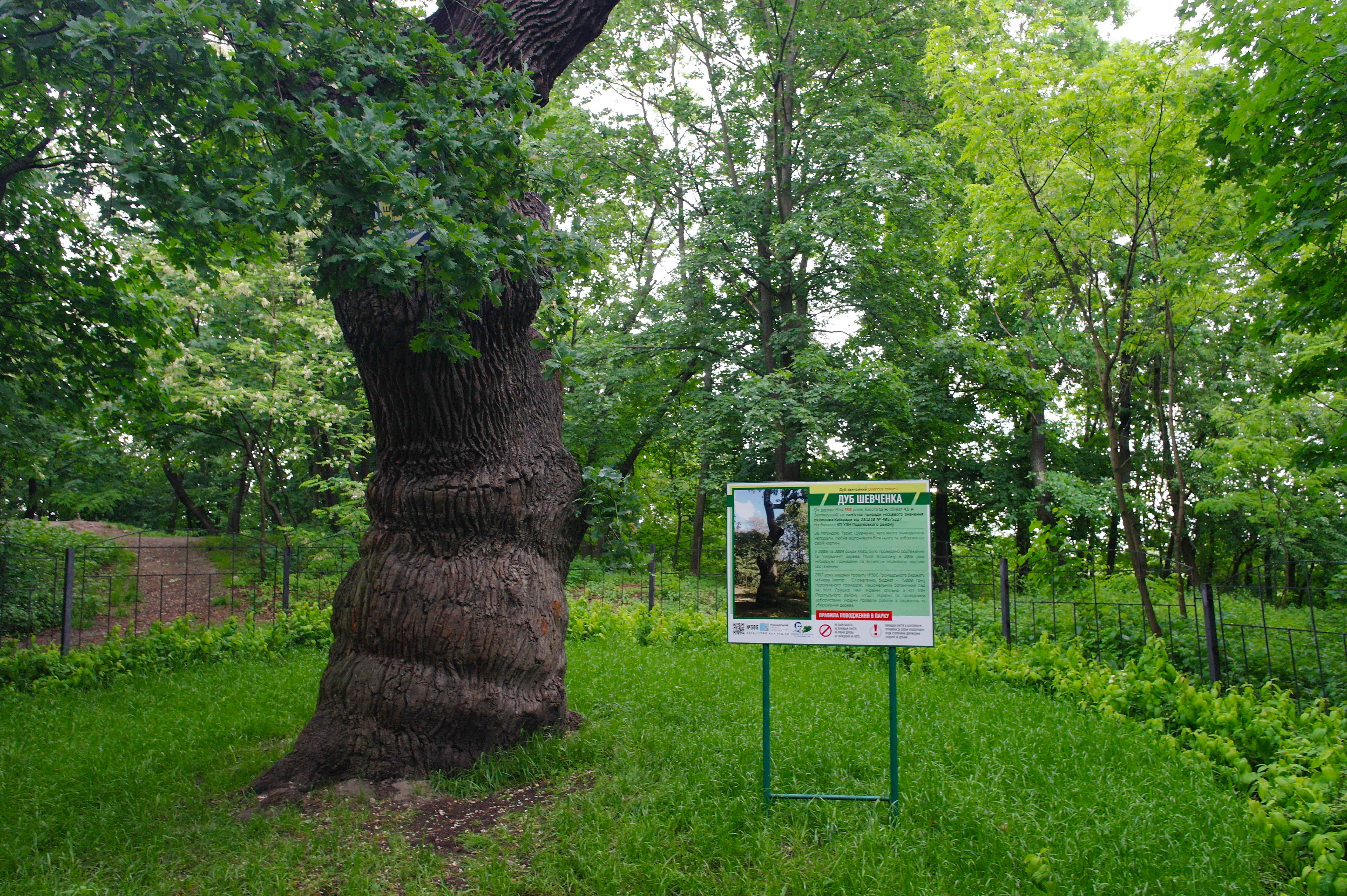
Дуб Шевченко на Приорке[укр.]
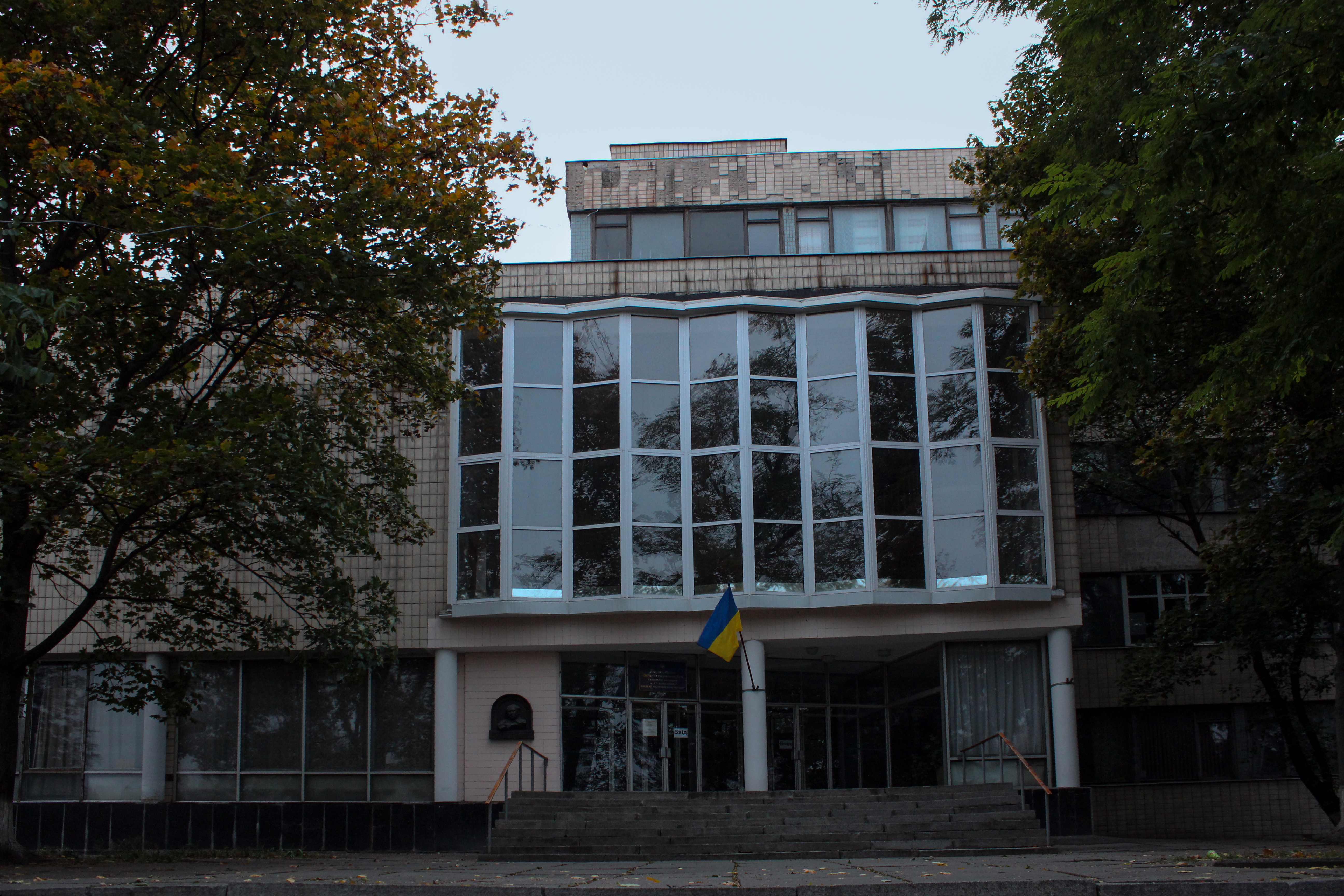
Лабораторно-экспериментальный корпус Института эндокринологии и обмена веществ, Приорка
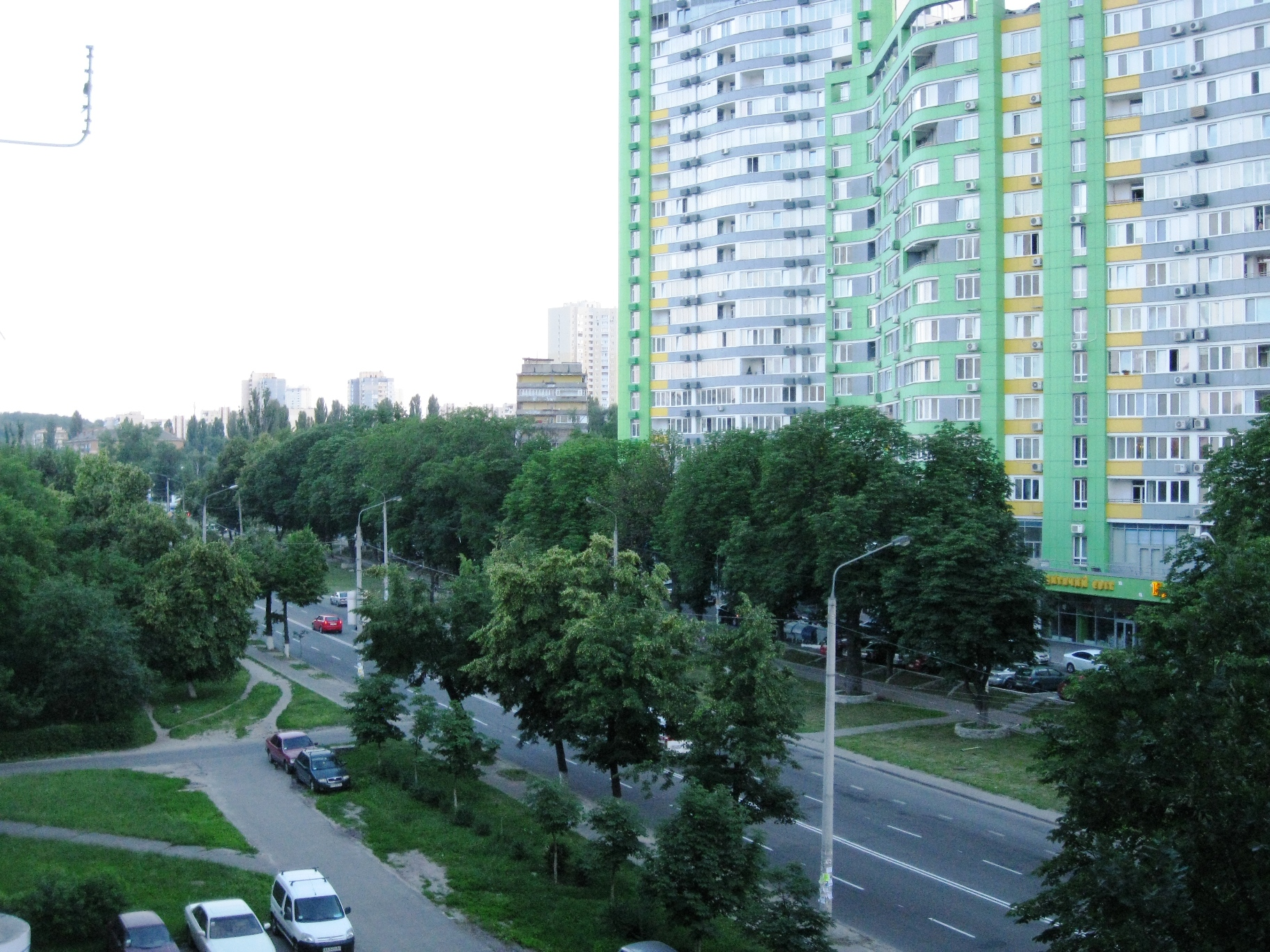
Вышгородская улица